# Val-des-Prés
Val-des-Prés (okzitanisch Vau dels Prats) ist eine französische Gemeinde im Département Hautes-Alpes in der Region Provence-Alpes-Côte d’Azur. Sie gehört zum Kanton Briançon-2 im Arrondissement Briançon.

## Geografie
Der Clarée fließt von Norden nach Süden und passiert die Hauptsiedlung sowie die Weiler La Draye und Le Rosier. Val-des-Prés grenzt im Norden an Névache, im Osten an Montgenèvre, im Süden an Cervières und Briançon sowie im Westen an Saint-Chaffrey und La Salle-les-Alpes.

## Bevölkerungsentwicklung
| Jahr      | 1962 | 1968 | 1975 | 1982 | 1990 | 1999 | 2008 | 2012 |
| --------- | ---- | ---- | ---- | ---- | ---- | ---- | ---- | ---- |
| Einwohner | 239  | 217  | 276  | 390  | 479  | 450  | 502  | 579  |

## Sehenswürdigkeiten
- Haus mit Sonnenuhr von Zarbura, Monument historique
- Kirche Église de l’Annonciation de Val-des-Prés, ein Monument historique
- Kirche Saint-Claude

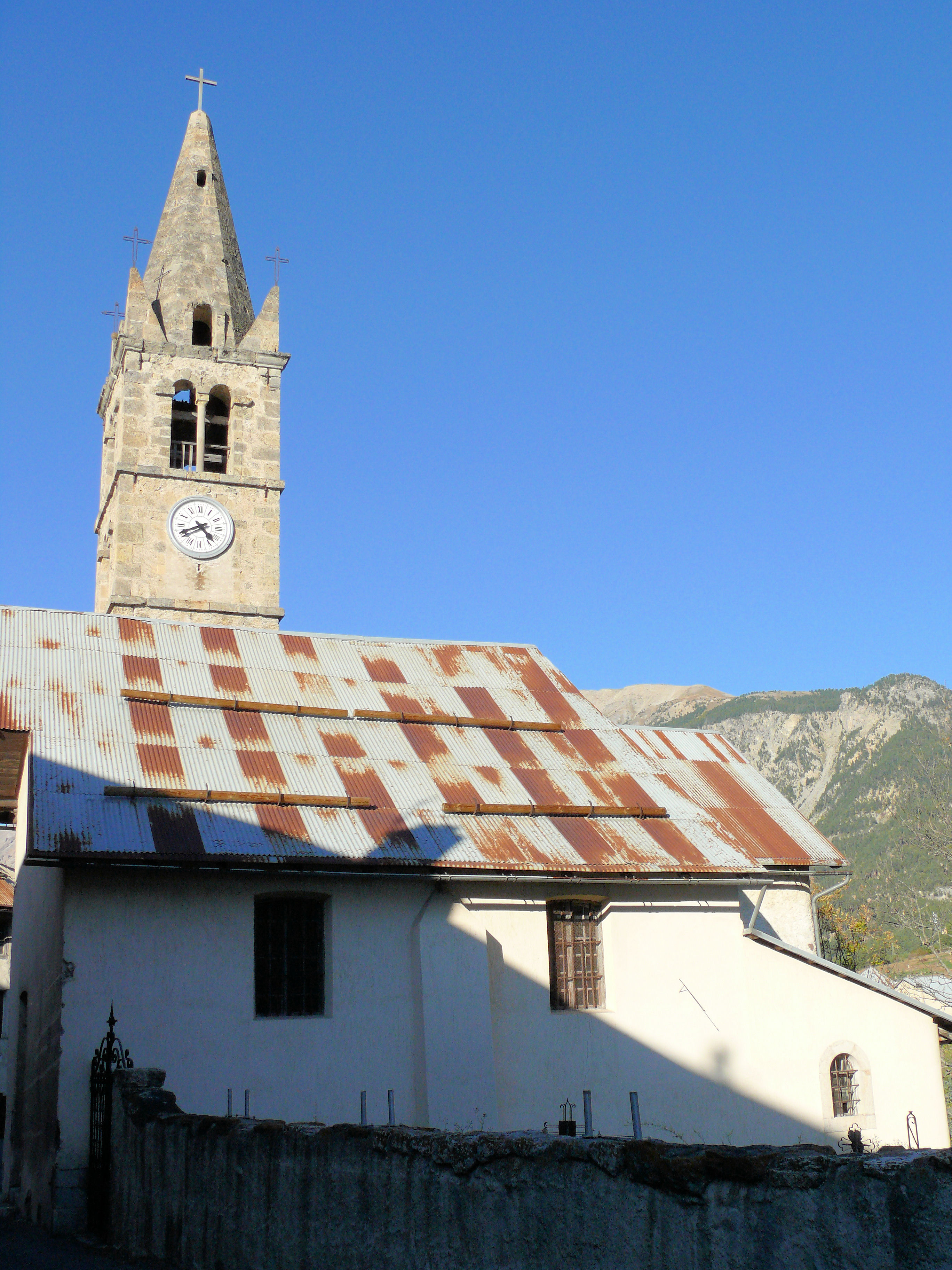
Église de l’Annonciation
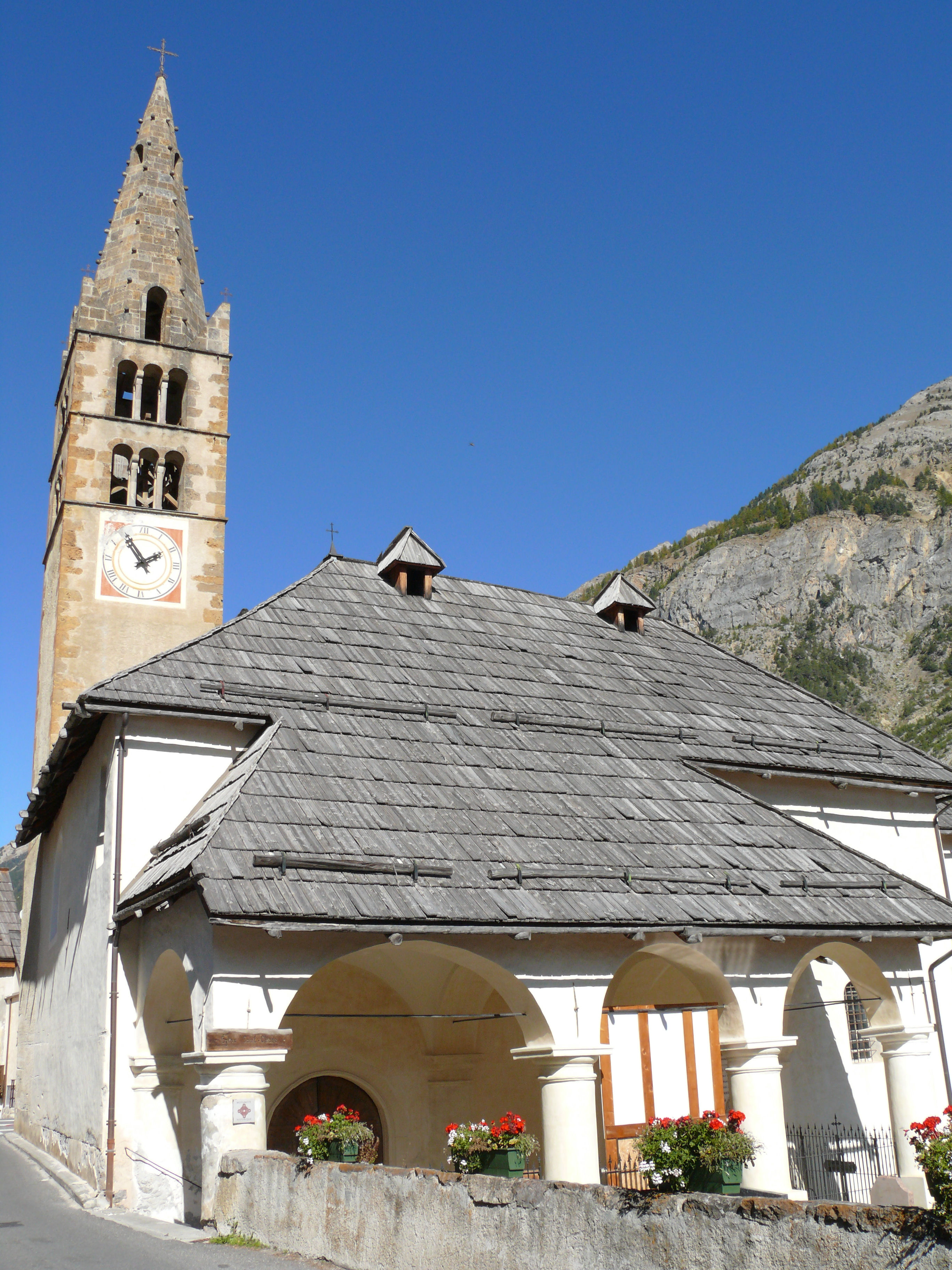
Kirche Saint-Claude
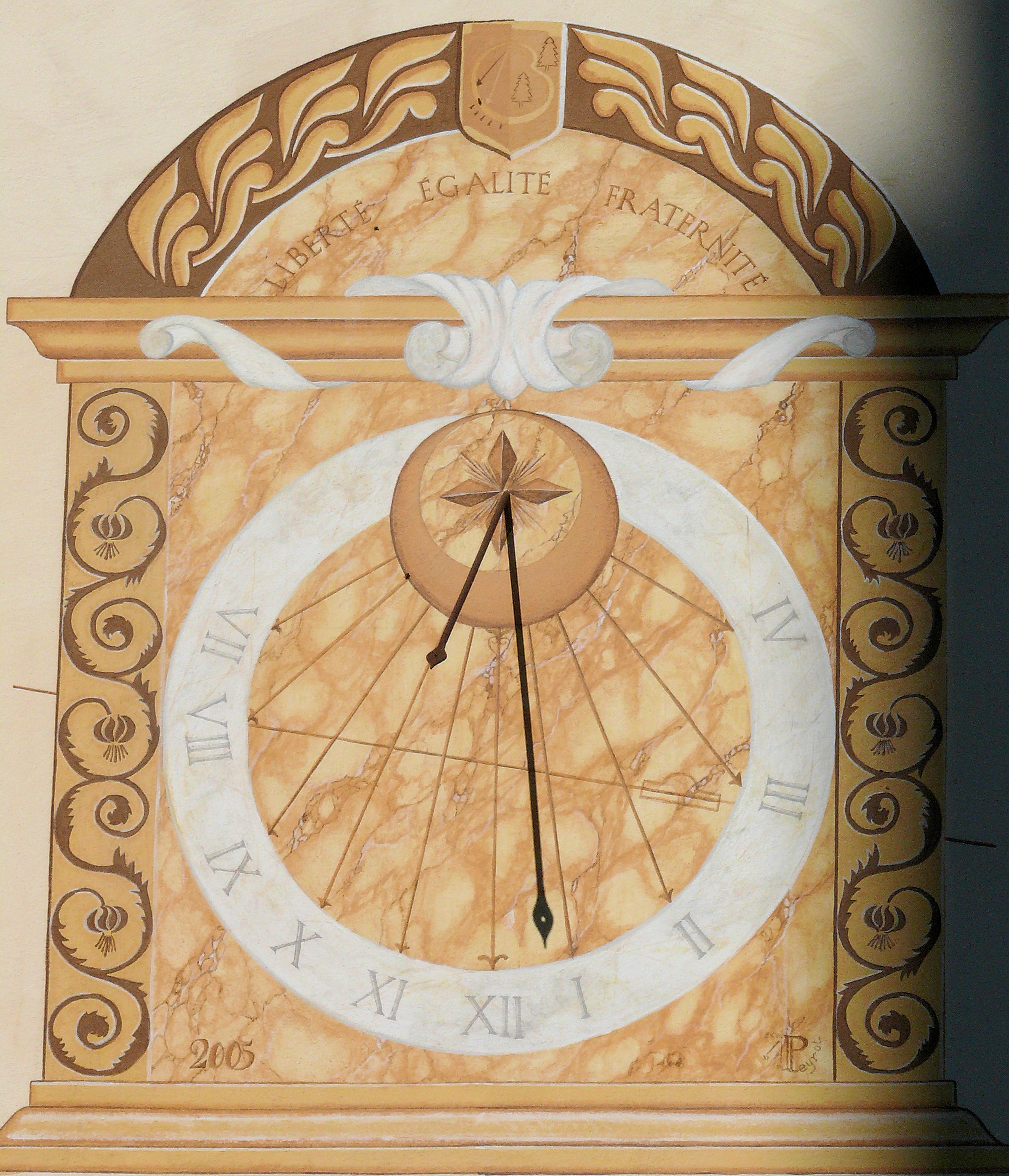
Sonnenuhr an der Mairie